# Zhengde-kejsaren
Zhengdekejsaren (正德帝; Zhèngdédì), personnamn Zhu Houzhao (朱厚照); Zhū Hòuzhào), född 1491, död 1521, var den kinesiska Mingdynastins tionde kejsare och regerade 1505 till 1521.

## Biografi
Zhu Houzhao var kejsar Hongzhis första son och blev kronprins 1492. Hans mor var Kejsarinnan Zhang. Zhu Houzhao tillträdde tronen som kejsare sommaren 1505 efter sin fars död och inledde regeringsperioden Zhengde året efter, vilket även är det namn han är känd under.
Som kejsare brydde han sig inte mycket om stadsaffärer och slösade stora mängde pengar på nöjen. Han befordrade åtta eunucker till höga positioner i hovet, kända som de åtta tigrarna (八虎). Av dessa var Liu Jin den mest betydelsefulla, och från 1506 hade han stort inflytande på landets styre. Dock avrättades Liu Jin 1510 efter att han avslöjats för en rad brott.
Kejsar Zhengdes var ute på många långa resor där han ofta besökte bordeller. Han uppförde även ett palats, Leopardhuset (豹房), utanför Förbjudna staden där han bland annat tränade tigrar och leoparder, och även träffade kvinnor. Överlag kan hans regeringstid betraktas som instabil och orolig med många bondeuppror och kriser. Kejsar Zhengde var buddhist och uppförde många buddhistiska monument.
År 1517 utkämpade han ett framgångsrikt militärt slag mot mongolerna som blev känt under namnet "Den stora segren vid Yingzhou". Sommaren 1519 gjorde kejsarens farbror, Prinsen av Ning, uppror i Nanchang i Jiangxi. Kejsaren begav sig söder ut med sina militära styrkor för att slå ner upproret, men när kejsaren anlände var upproret redan besegrat av lokala styrkor. Kejsaren blev besviken på att han inte själv hade stoppat upproret och släppte därför prinsen fri, för att sedan låta de kejserliga styrkorna fånga honom igen.
Zhengde fick aldrig någon arvinge men han adopterade över hundra söner.

## Död och begravning
Kejsar Zhengde avled 30 år gammal i april 1521 i Förbjudna staden efter en längre tids sjukdom och begravdes i graven Kangling, som är en del av Minggravarna norr om Peking. Hans fru kejsarinnan Xiaojingyi blev senare begravd i samma grav. Kejsaren fick tempelnamnet Wuzong (武宗), och den postuma titeln Kejsar Yi (毅皇帝).
Eftersom Zhengde saknade kronprins efterträddes av sin kusin Prins Xian av Xing (兴献王) som regerade som kejsar Jiajing.

## Regeringsperioder
- Zhengde (正德), 1506–1522[6]